# سيف ضالع
المُنصُل أو السيف الضالع أو السيف المنحني أو كَتّارَه(1) هو نوع من السيوف وحيدة الحد التي عادةً ما تتمتع بشفرة مقوسة وأحادية الحد ومزودة بوقاء لليد كبير نسبيًا، حيث يغطي براجم اليد إلى جانب الإبهام والسبابة. وعلى الرغم من أن السيوف عادةً ما تُعتبر أسلحة قوية ذات شفرات متقوسة، فإن السيوف التي تُستخدم في سلاح الفرسان الثقيل في العالم غالبًا ما كانت ذات شفرات حادة مستقيمة ومتساوية لتكون أكثر ملاءمة للطعن. وقد تنوعت أطوال السيوف، وكانت تُحمل في الأغلب في قراب مُعلق في حزام بالكتف يُعرف باسم حمالة السيف أو في حزام سيف ملفوف على الخصر، الذي عادةً ما يكون مزودًا بحبال ذات أطوال مختلفة ليتيح للقراب أن يعلق أسفل مستوى خصر الفارس الممتطي لجواده. وتشمل الاستثناءات التي لا يقصد بها الاستعمال الشخصي سيف باتون الذي استخدمته القوات البرية للولايات المتحدة في عام 1913، ودائمًا ما يكون مُعلقًا في سرج الفارس.

## علم الاشتقاق
تُشتق الكلمة الإنجليزية sabre من الكلمة الفرنسية sabre والتي تماثل الكلمة المجرية szablya والكلمة البولندية szabla والكلمة الروسية (сабля sablya). نظرًا لاندماج فعل الكلمة المجرية szab والتي تعني «القطع» (المشابهة لكلمة «الطعنة» بالإنجليزية)، من المعتقد أن أصل المصطلح من الكلمة من اللغة الكيبتشاكية التركية selebe.
يشبه السيف (Sabre) السيوف المتقوسة التي كانت تُستخدم في أوروبا أثناء فترة القرون الوسطى (السيف المعقوف) أو (مكيراس)، لكن استخدام كلمة sabre مقبول في أوروبا الغربية، إلى جانب أن كلمة sabre نفسها يرجع تاريخها إلى القرن 17 من خلال تأثرها بكتابة كلمة szabla من أوروبا الشرقية.
كان السلاح يُستخدم على نطاق واسع في أوائل القرن 19، بوحي من السيف المملوكي، وهو نوع من السيوف المعقوفة الموجودة في الشرق الأوسط.
يُستخدم النوع الأصلي Szabla أو السيف البولندي كسلاح للفرسان، حيث يحتمل أنه مستوحى من الحروب المجرية أو الحروب التركية-المنغولية الأوسع.
يُعد Karabela نوعًا من السيوف التي كانت شائعة في أوائل القرن 17، والتي كانت ترتديها طبقة النبلاء البولنديين والليتوانيين والأوكرانيين وكان يُعرف بـ شلاختا. على الرغم من أنه تم تصميمه ليكون سلاحًا للفرسان، لكنه أتى أيضًا محل أنواع عديدة من السيوف ذات الشفرة المستقيمة التي تُستخدم من قبل سلاح المشاة.
في أواخر القرن 16، ابتُكر السيف السويسري في صورة سيف عادي به شفرة ذات حافة واحدة، لكن بحلول القرن 17 تم عرض أنواع منه بمقبض متخصص.

## الاستخدام

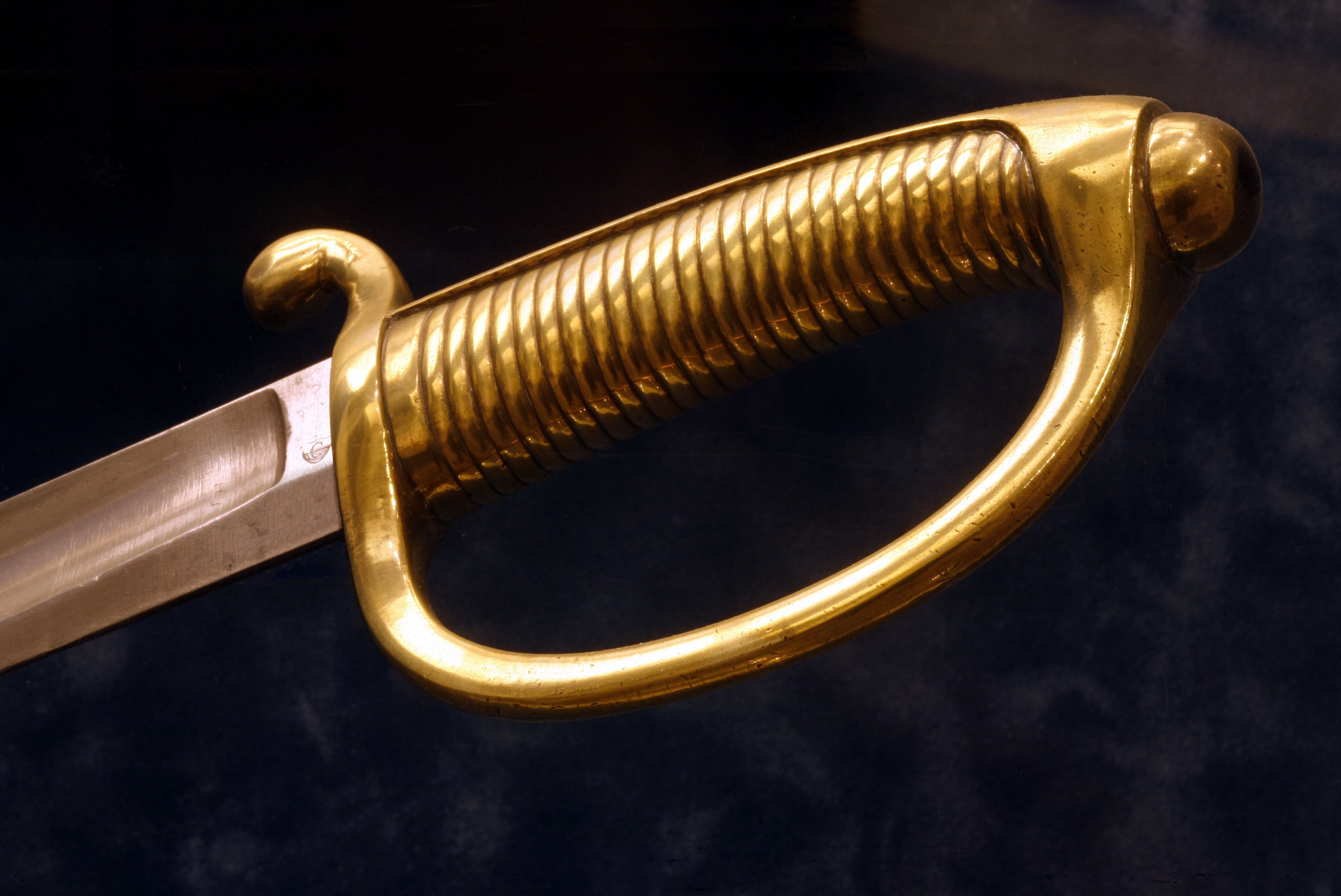
briquet' وهو سيف من سيوف سلاح المُشاة في الحروب النابليونية.

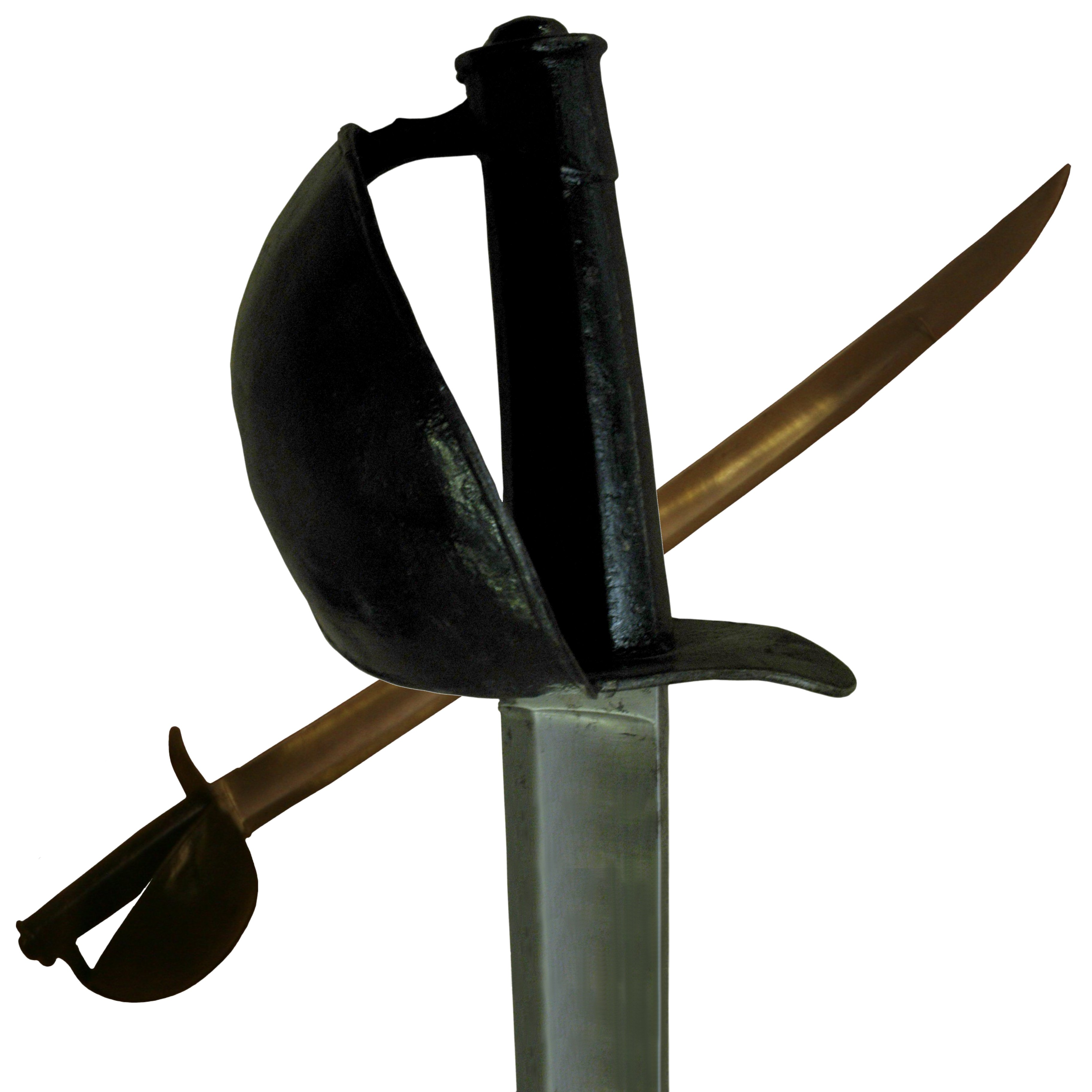
سيف البحرية الفرنسية في القرن 19، "السيف الفرنسي الشائع".

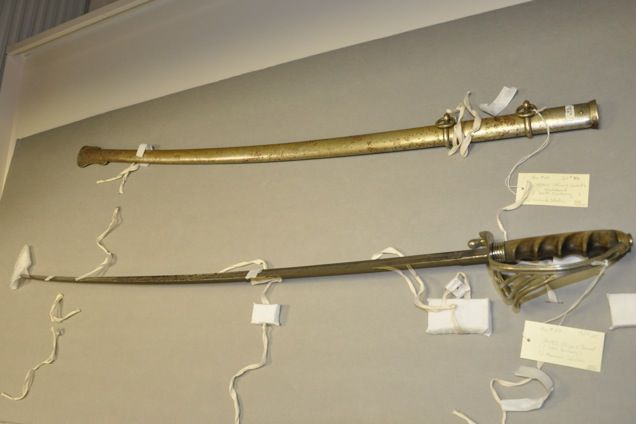
سيف وغمد المقدم Teófilo Marxuach قائد الفرقة M1902 في موقع الاتحاد التاريخي الوطني في قلعة سان كريستوبال في سان خوان، بورتوريكو

كان للسيوف استخدام شائع في أواخر القرن 19، لا سيما في الحروب النابليونية، عندما استخدم نابليون هجمات الفرسان بشكل مؤثر على أعدائه. كذلك استُخدمت أنواع أقصر من السيوف كأسلحة جانبية من قبل وحدات المُشاة، على الرغم من أنه تم استبدالها تدريجيًا بالسكاكين التي تشبه الحرب والحراب فيما بعد في نفس القرن. وبدأ يتلاشى استخدام السيوف كسلاح بحلول منتصف القرن، كما أصبحت البنادق ذات المدى البعيد هي سلاح الفرسان لقدرتها على التدمير. في الحرب الأهلية الأمريكية، نادرًا ما استُخدمت السيوف كسلاح، لكن لوُحظ انتشارها في معركة محطة براندي وفي الحقل الشرقي للفرسان في معركة جيتسبورغ في عام 1863. هجر العديد من الخيالة — بوجه خاص في جانب الحلف في نهاية المطاف الأسلحة الثقيلة الطويلة واستخدموا بدلاً منها المسدسات والبارود. على الرغم من أنه كان هناك نقاش مستفيض بشأن فعالية أسلحة مثل السيف والحربة، لكن ظل السيف سلاحًا أساسيًا لدى الفرسان لحركة المُشاة في أغلب الجيوش حتى الحرب العالمية الأولى (1914–1918). بعد ذلك تم نقلها تدريجيًا إلى وضع الأسلحة الاحتفالية، واستُبدل معظم الخيالة بسلاح المدرعات من عام 1930 حتى الآن.
في الكومنولوث البولندي الليتواني (القرن 16-18)، كان يُستخدم السلاح الذي يشبه السيف وكان اسمه szabla. استخدم قوزاق الدون سلاح الشاشكا، الذي لوحظ أيضًا استخدامه في الجيش والشرطة في الإمبراطورية الروسية وأوائل عصر الاتحاد السوفيتي.

### الاعتماد من قبل القوات المسلحة الغربية

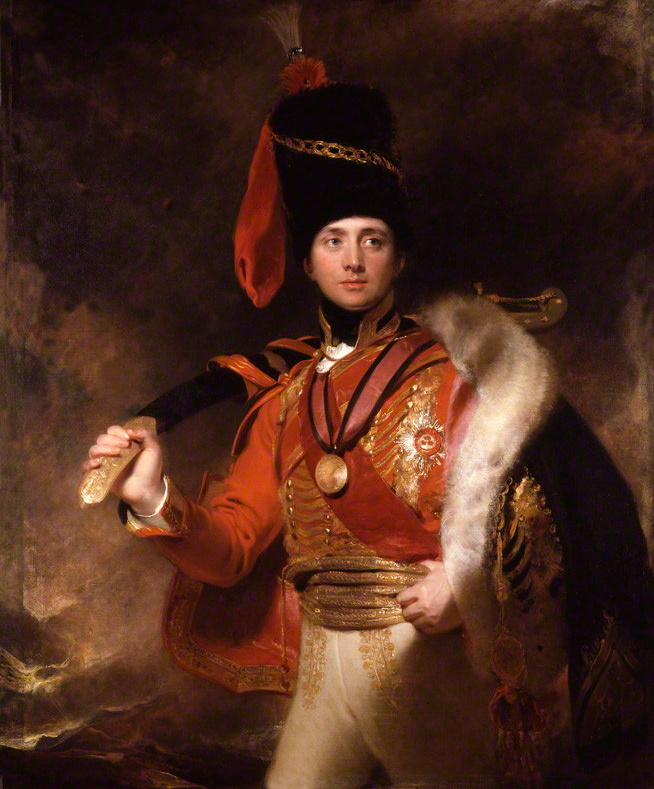
خيال بريطاني معه سيف مغمود صناعة تركية (1812)

زاد الأوروبيون من اهتمامهم بالسيوف بسبب مواجهاتهم للمماليك في أواخر القرن 18 وأوائل القرن 19. كان المماليك من أصل تركي، وحمل المصريون السيوف التركية لمئات السنوات. أثناء الحروب النابليونية، حمل الغُزاة الفرنسيون هذه السيوف المتألقة والمهنية لجذب اهتمام الأوروبيين. أصبح هذا النوع من السيوف شائعًا جدًا لسلاح الفرسان في كل من فرنسا وبريطانيا وأصبح سلاحًا أنيقًا لكبار الضباط.
تميز السيف الأنيق والقوي من تراث 1803 والذي صرحت باستخدامه الحكومة البريطانية لضباط المُشاة أثناء شن الحروب على نابليون بشفرة السيف المتقوسة التي غالبًا ما تتسم باللون الأزرق كما أنه منقوش من قبل المالك وفقًا لحسه الشخصي.
عام 1831، أصبح السيف «المملوكي» النمط المعتاد لدى البريطانيين (وما زال قيد الاستخدام حتى الآن). أدى النصر الأمريكي على القوات المتمردة في قلعة طرابلس عام 1805 في حرب الساحل البربري الأولى إلى عرض نماذج هذه الأسلحة المرصعة بالجواهر لكبار ضباط البحرية الأمريكية. ما زال ضباط قوات المُشاة البحرية الأمريكية يستخدمون السيوف المزخرفة من الطراز المملوكي. على الرغم من أن بعض السيوف التركية الأصلية تم استخدامها من قبل الغرب، فإن معظم «السيوف المملوكية» صُنعت في أوروبا، حيث إن مقابضها مشابهة للنماذج العثمانية، ومع ذلك فإن شفراتها، حتى عندما تم إنشاء شفرة يلمان (yelman) المطولة، كانت تميل إلى أن تكون أطول وأضيق وأقل في الانحناء من شفرات السيوف التركية الأصلية.
خلال القرنين 19 و20، كانت السيوف تُستخدم أيضًا من خلال الخيالة والأفراد العاديين التابعين لبعض قوات الشرطة الأوروبية. عندما كانت قوات الشرطة الخيالة تستخدم السيف في تفرقة التجمعات، كانت النتائج سيئة جدًا، مثلما تم تصويره في المشهد الرئيسي من فيلم دكتور زيفاجو. بعد ذلك، كان يتم استبدال السيف بالعصا تدريجيًا لأسباب عملية وإنسانية. كانت الدرك البلجيكية تستخدم السيوف على الأرجح حتى عام 1950.
في الولايات المتحدة، يرتدي ضباط الجيش والبحرية وخفر السواحل السيوف التي لها شفرة واحدة. كما يرتدي أيضًا ضباط البحرية الضابط والضباط غير النظاميين مثل هذه السيوف. إلا أنهم لا يقصدون استخدامها كأسلحة والآن يستخدمونها بشكل رئيسي في الزينة أو الاحتفالات. ومن ضمن الاحتفالات التي يستخدم فيها السيف احتفال يسمى «قوس السيف» حيث يقام لرجال أو سيدات الخدمة في حفلة زواجهم.

## المبارزة الرياضية الحديثة
يعد السيف أحد الأسلحة الثلاثة المستخدمة في رياضة المبارزة. إنه سلاح سريع في المباريات التي تتميز بالحركة السريعة، كما أنه يجرح من ناحية الشفرة. وكثيرًا يُقال إن السيف ظهر بعد السلاح الذي كان يستخدمه الفرسان عند القتال على ظهور الخيل (منطقة الهدف المسموح بها فقط هي فوق الخصر والمنطقة التي يتمكن فيها الخيّال من الوصول إلى العدو على الأرض)، وعلى الرغم من ذلك، يعتقد معظم العلماء أن السيف ظهر بعد سيف المبارزة الإيطالي الخفيف.
السيف هو السلاح المستخدم في الطريق وذلك يعني أن المبارز يجب أن يتخذ خطوات معينة للحصول على حق إحراز نقطة. نظرًا لأن السيف سلاح سريع، فإن إطار الوقت المسموح به لكل مبارز لتشغيل الأضواء الخاصة بهم أثناء المبارزة الكهربية (لإحراز ضربة فورية بعد تعرضك لضربة من المنافس) قصير جدًا. عام 2005، غيّر الاتحاد الدولي للمبارزة وقت المباراة من 300 إلى 350 ميللي ثانية أي 120 ميللي ثانية لكل مبارز تقريبًا. وذلك يعني أن المبارز «أ» إذا قام بضرب المبارز «ب»، فإن المبارز «ب» لديه 120 ثانية لضرب المبارز «أ» قبل أن يضيء جهاز حساب النقاط مرة أخرى.
من ناحية الشكل، سيف المبارزة الحديث يشبه الأسلحة التقليدية التي تم تشكيله على أساسها. فبدلاً من أن تكون السيوف الرياضية عريضة ومسطحة ومنحنية وبها شفرة واحدة، فإنها سيوف لها شفرة رفيعة ومستقيمة طولها 88 سم مربعة الشكل أو على شكل حرف V أو Y.

## مجموعة الجنود
في الفرقة الموسيقية أو وحدات المشاة الموسيقية، تؤديمجموعة الجنود العرض غير الموسيقي الذي يوفر المظاهر البصرية الإضافية للأداء. يحدث أداء الفرقة الموسيقية أو مجموعة الجنود عمومًا في مجال كرة القدم حيث تقوم مجموعة الجنود بترجمة الموسيقى التي تعزفها الفرقة الموسيقية أو وحدات المشاة الموسيقية من خلال الأعلام الدوارة المتزامنة مع بعضها والسيوف والبندقيات وأيضًا من خلال الرقص. تؤدي مجموعة جنود النشاط الشتوي أو مجموعة النشاط الشتوي دورها داخليًا في صالة الألعاب الرياضية وعادة تؤدي نشاطها لترجمة موسيقى مسجلة.
خلافًا لما يحدث في مجموعات الجنود التقليدية والعسكرية، يستخدم السيف والبندقية كأداتين للدوران والتقلب من جانب لآخر وكامتداد للحركة الترجمية. يعتبر السيف أحد أكثر الأدوات المستخدمة من قبل أفراد المجموعة تقدمًا.

## حواش
- 1: السيف يكون نصله منحنيًا على شكل نصف قوس غير كامل الاستدارة. وفي الصحاح: القِتر (بالكسر) ضرب من النصال، وتقتّر فلان أي تهيأ للقتال. وبقول أبو عبيدة: الكتر. بناء مثل القبة شبه سنام البعير به.

## وصلات خارجية
- The use of the saber